# Sverre Halvorsen
Sverre Halvorsen (1891 – 1936) var en norsk tegner og tegnefilmskaber. Han var han antagelig den første animatør i Norge.
Inspireret af den tyske tegner Robert Leonard lagde Sverre Halvorsen allerede i 1913 flere animerede film for direktør Randall på Cirkus Tivoli i Kristiania, men i dag eksisterer kun Roald Amundsen paa Sydpolen fra denne periode. Tegningerne blev lavet ved hjælp af kridt og tavle. I Det nye Aar? tog han i tillæg til tegningerne den såkaldte pixillation-teknik i brug, det vil sige animation af virkelige genstande og figurer. Han var for øvrigt en af Norges ledende karikatur- og vittighedstegnere, og var med til at starte Tegnerforbundet i 1916.

## Udvalgte animationsfilm
- Oscar Mathiesen på skøiter ved Nordiska Spelen (1913)
- Roald Amundsen paa Sydpolen (1913)
- Selvangivelsen (1913)
- Jul i Norge (1921)
- Det nye Aar? (1921)